# Orthotrichia digitata
Orthotrichia digitata är en nattsländeart som beskrevs av Wells 1984. Orthotrichia digitata ingår i släktet Orthotrichia och familjen smånattsländor. Inga underarter finns listade i Catalogue of Life.